# CSSZ8
A CSSZ8 sorozat (orosz betűkkel: ЧС – чехословацкий, azaz csehszlovák) nyolctengelyes, kétszekciós fővonali, váltakozó áramú hálózatra készített villamosmozdony-sorozat, melyet Csehszlovákiában a plzeňi Škoda Művek gyártott 1983–1989 között a Szovjet Vasutak részére. Napjainkban Ukrajnában és Oroszországban üzemelnek. Gyári típusjelzése 81E. Összesen 82 darabot gyártottak belőle, végsebessége 180 km/h.

## Története
Az első két prototípust, a CSSZ8–001-t és a CSSZ8–002-t 1983-ban készítették el. A 001-es futási próbáit Csehszlovákiában, a 002-esét a Szovjetunióban végezték el, majd mindkét mozdony a kijevi fűtőházba került. A típusból 1987-ben 30 darabot gyártottak (81E1 gyártmányjelzéssel), majd 1989-ben egy újabb 50 darabos sorozat készült (81E2 gyártmányjelzéssel). A két prototípuson kívül a 030-as pályaszámú egységig, valamint a 070 és 082 közötti pályaszámú egységek Kijevbe kerültek. A 040 és a 069 közötti pályaszámú mozdonyokat az Észak-kaukázusi Vasút kapta. Az első két prototípust később átépítették 81E2 változatúvá.